# Herta Müller
Pour les articles homonymes, voir Müller.
Herta Müller (née le 17 août 1953 à Nițchidorf) est une romancière gérmano-roumaine, douzième femme lauréate du prix Nobel de littérature en 2009. Allemande du Banat, née à Nițchidorf/Nitzkydorf, alors village germanophone du județ de Timiș, dans la région de Timișoara, elle a émigré en Allemagne de l'Ouest en 1987, fuyant la dictature de Nicolae Ceaușescu. Ses œuvres, marquées par une extraordinaire force poétique et un langage d'une précision sèche, évoquent souvent la violence contre les plus faibles, l'injustice, la peur d'être surveillé et la terreur de la dictature. Ses deux premiers livres (Niederungen et Drückender Tango), parus à Bucarest avant la chute du régime, ont été censurés. En Allemagne, Müller est considérée comme faisant partie de la Weltliteratur ou World literature en anglais (« la littérature mondiale »).

## Biographie

### Enfance et études
Herta Müller est née dans une famille de Souabes du Banat, une des minorités allemandes de Roumanie. Cette zone géographique est située au sud-ouest de la Roumanie et fut occupée par les Ottomans avant d'être colonisée et germanisée par l'Empire des Habsbourg au XVIIIe siècle et d'être finalement rattachée à l'État roumain à la suite du démantèlement de l'Autriche-Hongrie. Son grand-père est un riche fermier et homme d'affaires exproprié par le régime communiste d'après-guerre. Comme de nombreux Roumains germanophones, sa mère est déportée en URSS en 1945 et y passe cinq années dans un camp de travaux forcés du Goulag. Son père, ancien soldat de la Waffen-SS (10e Panzerdivision SS Frundsberg), gagne sa vie comme chauffeur de camion.
Après ses études secondaires, Müller suit un cursus dans les lettres allemandes et roumaines à l'université de Timișoara.

### Carrière professionnelle en Roumanie
À partir de 1976, elle travaille comme traductrice dans une usine de machines, mais est licenciée en 1979 après son refus de coopérer avec la Securitate, la police secrète roumaine. Son domicile est mis sur écoute. Elle gagne alors sa vie comme enseignante temporaire dans des centres d'études parmi lesquels le lycée germanophone Nikolaus Lenau de Timișoara et des écoles maternelles prodiguant des cours privés en allemand. Dans les années 1970, elle est proche de l'Aktionsgruppe Banat (ro), un groupe d'intellectuels roumains d'origine allemande, surveillé de près par la Securitate. Elle fait aussi partie du cénacle littéraire (Literaturkreis) Adam Müller-Guttenbrunn, affilié à l'Association des écrivains de Timișoara (Asociația Scriitorilor din Timișoara). Müller évoque la difficulté d'appartenir à une minorité linguistique et souligne la situation précaire des écrivains roumains de langue allemande : « La langue de l’écriture, le haut allemand, coexistait avec le dialecte, le souabe du Banat, et la langue véhiculaire, le roumain. À cela s’ajoutait la langue de bois du régime qui avait détourné le langage à son profit. D'où notre vigilance pour éviter les mots ou les concepts violés ou souillés par le politique. Ils renvoyaient à une réalité qui n’était pas la nôtre. ».
Son premier livre, Dépressions (Niederungen) est publié en 1982, mais est censuré, comme tous ses autres ouvrages parus en Roumanie avant la chute du régime communiste. Il est édité dans son intégralité en Allemagne de l'Ouest, deux ans plus tard, peu de temps après la publication de sa deuxième œuvre en Roumanie. La réaction des autorités communistes est sévère : Herta Müller se voit interdire de faire paraître des livres sur le sol roumain.

### Installation en Allemagne et succès international
Sous la pression de l'Union des écrivains ouest-allemands et du PEN club, les autorités autorisent Herta Müller et son mari, l'écrivain Richard Wagner, à partir vivre en République fédérale d'Allemagne en 1987. Les années suivantes, elle obtient plusieurs postes d'enseignante, comme écrivain « en résidence », dans des universités allemandes et étrangères.
Herta Müller est membre jusqu'à sa démission en 1997, du PEN club d'Allemagne. Depuis 1995, elle est membre de l'Académie allemande pour la langue et la littérature.
En 2005, elle est invitée comme professeur à la chaire « Heiner Müller » de l'université libre de Berlin, où elle vit aujourd'hui. Au cours de la même année, elle publie son premier livre écrit en roumain (le volume de poésie-collage Este sau nu este Ion, Iași : Polirom).
En 2009, son roman Atemschaukel, publié grâce à une bourse de la Fondation Robert Bosch, est nommé pour le prix du livre allemand et atteint la finale des six meilleurs romans.
Le 8 octobre 2009, elle reçoit le prix Nobel de littérature pour l'ensemble de son œuvre « qui, avec la concentration de la poésie et l'objectivité de la prose, dépeint les paysages de l'abandon ». Dix ans après Günter Grass et cinq ans après Elfriede Jelinek, elle devient le troisième auteur de langue allemande distingué à Stockholm sur une décennie.

## Prises de position
Herta Müller est connue en Allemagne pour des prises de positions qui s'écartent de la ligne majoritaire de l'opinion publique et de l'intelligentsia. Elle ne condamne pas l'intervention américaine en Irak en 2003 et rappelle à quel point son pays natal, qui a souffert de la dictature, aurait aimé être libéré par le « monde libre ».
En 2008 a eu lieu un débat de politique intérieure concernant la participation de l'historien Sorin Antohi (en) et du germaniste Andrei Corbea Hoișie (ro) à une réunion de l'Institut culturel roumain de Berlin du 25 juillet 2008, car tous deux furent informateurs de la Securitate.
Müller critique l'invitation dans une lettre ouverte. Dans le cadre de cette polémique, l'historien, philosophe et homme de lettres Carl Gibson (de), lui aussi natif du Banat, lui reproche, dans son livre Symphonie der Freiheit (Symphonie de la liberté), sa loyauté passée envers le régime de Ceaușescu.
Dans un article paru dans l'hebdomadaire Die Zeit le 23 juillet 2009 et intitulé « La Securitate est toujours en service », Müller accuse l’État roumain d'être toujours sous l'emprise des méthodes du régime communiste. Elle décrit à quelles mesures « pour le compromis et l'isolement » elle fut soumise par les services secrets dont elle subirait la pression encore aujourd'hui. Les dossiers de la Securitate indiquent comment sa critique infatigable vis-à-vis de la dictature de Ceaușescu devait être rendue peu digne de foi par des mesures visant à la calomnier.
Ainsi, des lettres, montées de toutes pièces par la police secrète, ont été envoyées à des stations de radio allemandes afin de la compromettre en véhiculant des fausses preuves sur son rôle d'agent de la Securitate. En outre, plusieurs autres personnes appartenant à la minorité souabe du Banat, auraient été présentées à tort comme des collaborateurs informels de la police secrète.
En novembre 2012, elle rejoint l'artiste Ai Weiwei pour exprimer son mécontentement face au choix de l'écrivain chinois Mo Yan pour le Nobel qu'elle juge être une « honte », une catastrophe » et « une claque pour tous ceux qui travaillent au respect de la démocratie et les droits de l’homme » ; Mo étant considéré comme trop servile vis-à-vis des autorités de Pékin,.
En 2016, au côté du chef d'orchestre Daniel Barenboim, elle fait partie des 70 intellectuels et artistes signataires d'une lettre de soutien à la politique de la chancelière Angela Merkel en faveur de l'accueil des réfugiés en Europe.

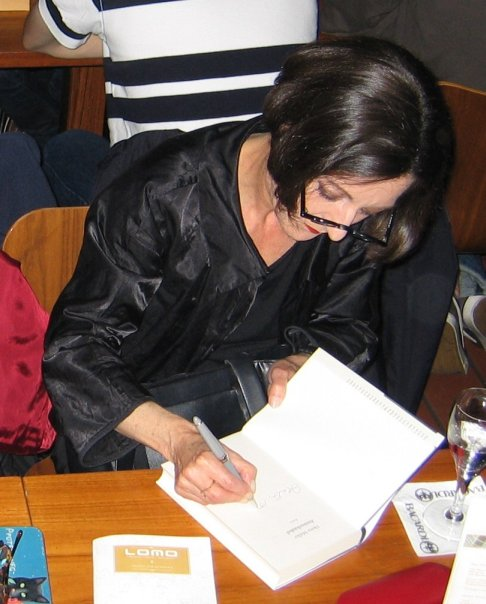
Herta Müller dédicaçant un ouvrage en septembre 2009.

## Œuvre
L'œuvre de Herta Müller, qui comprend une vingtaine de romans et récits, est classée en Allemagne dans la Weltliteratur (world literature) pour son régionalisme à vocation universelle : le milieu rural roumain, la référence historique à Nicolae Ceaușescu et l'évocation des minorités de langue allemande forment une peinture de mœurs et de caractères transfrontalière, polyglotte et multiculturelle. Seuls six titres ont été, pour le moment, traduits en français ; Müller étant presque inconnue en France avant l'attribution du prix Nobel,.
Ses livres se consacrent à l’histoire de la Roumanie sous le règne du Conducător. Ils évoquent les vexations, les persécutions, les humiliations, la privation de la langue d'origine et les expulsions dont sont victimes, à partir de 1945, les populations germanophones d'Europe de l'Est, délogées et martyrisées. Ce pan sombre de l'histoire européenne est encore peu relayé par les ouvrages spécialisés, les historiens et la presse en dehors de l'Allemagne. Müller s'axe entièrement sur la dénonciation des horreurs silencieuses et de l'oppression quotidienne sous la dictature. De manière métaphorique ou détournée, ses ouvrages rendent tous compte de l'aliénation de l'individu et de sa capitulation face à une société liberticide.
Son œuvre est, en ce sens, caractérisée par une logique mémorielle et une esthétique de la résistance : la littérature devient un outil politique et une arme contre l'oubli. Dépressions (Niederungen, 1982), rassemble plusieurs nouvelles à tonalité autobiographique et évoque la vie pénible de paysans du Banat. Drückender Tango (1984) fustige l'intolérance, la violence et la corruption d'un village dont la minorité allemande ne dissimule pas sa proximité avec l'idéologie fasciste. L'Homme est un grand faisan sur terre (Der Mensch ist ein grosser Fasan auf der Welt, 1987) évoque l'angoisse et le déchirement de la famille d'un meunier qui souhaite quitter sa terre et devient la victime des tracasseries de l'administration, des menaces de la police et de la malhonnêteté des passeurs,. Dans Reisende auf einem Bein (1989), Müller raconte son installation en Allemagne qui fut à la fois une rupture douloureuse avec son pays natal et un retour aux sources, lui permettant de pratiquer sa langue maternelle en toute liberté.
Le renard était déjà le chasseur (Der Fuchs war damals schon der Jäger, 1992) dépeint la terreur d'une enseignante qui comprend que son appartement est visité par des agents de la Securitate. Herztier (Animal du cœur, 1993) narre le destin brisé de quatre étudiants roumains, dans les années 1980, à la recherche d’eux-mêmes et de leur pays dévasté par le régime communiste.

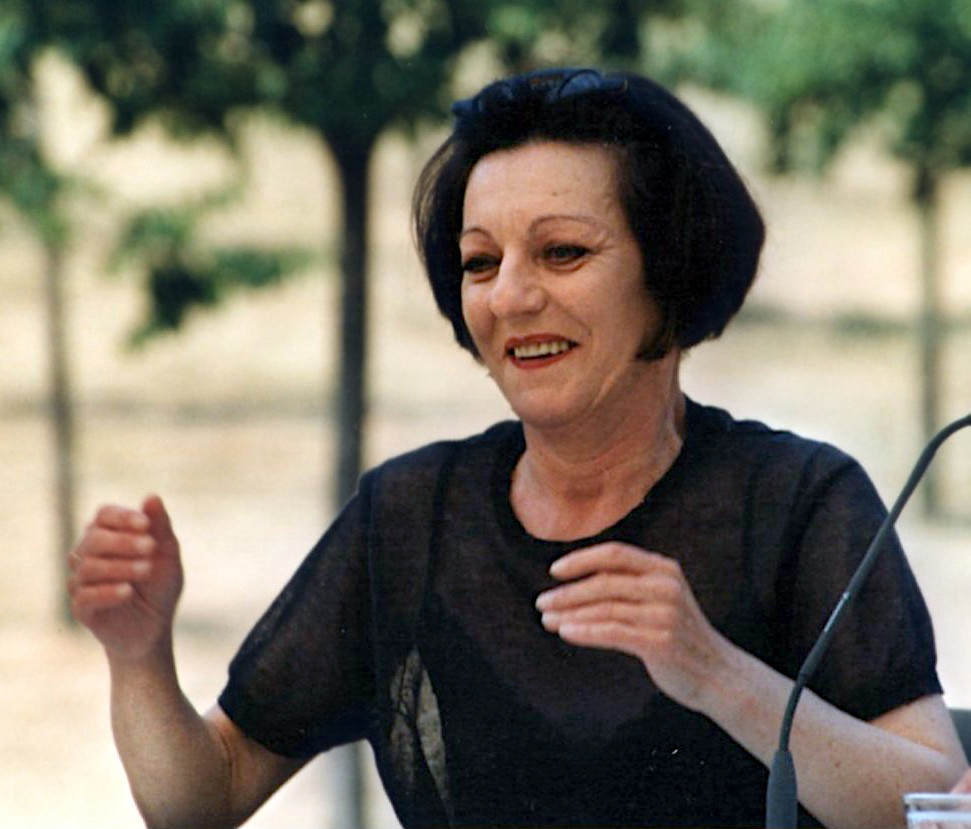
Lecture, La Bascule du souffle, Potsdam, juillet 2010.

La Convocation (Heute wär ich mir lieber nicht begegnet, 1997) décrit la vie d’une femme bouleversée par les interrogatoires de la police d’État. Dans Atemschaukel (La Bascule du souffle, 2009), l'auteur retrace le parcours d'un jeune homme dans un goulag soviétique, exemplaire du sort des Allemands de Transylvanie après la Seconde Guerre mondiale. La faim, ressentie par le protagoniste, change sa perception du réel,. La romancière dit s’être inspirée de l'expérience du poète Oskar Pastior, décédé en 2006 et lauréat du prix Büchner, dont elle avait consigné les souvenirs dans plusieurs cahiers. Néanmoins, l'histoire personnelle de sa mère a également nourri son inspiration.

### Style
Le style de Müller est loué par la critique pour sa concision et sa puissance,. Son écriture relève d'une blessure intime et sociale qu'elle tente de réparer à travers une mosaïque linguistique complexe et le désir d'accéder à l'universel,. Sa syntaxe est très découpée, voire hachée et ses phrases vont à l'essentiel. Les jurés du prix Nobel saluent la force d'évocation de sa prose, emplie d'« images ciselées »,. Le comité de Stockholm souligne par ailleurs son habileté à donner « une image de la vie quotidienne dans une dictature pétrifiée » et à peindre « le paysage des dépossédés »,. En effet, ses récits mettent en scène des éléments composites (animaux, paysages, végétaux, fruits) qui forment un tableau fantasmagorique et angoissant du quotidien totalitaire. L'écrivain retranscrit autant la pauvreté extérieure que l'univers mental des protagonistes, ravagés par l'effroi, la soumission, l'impuissance et l'abandon.
Müller abolit souvent la frontière entre réalité concrète et imaginaire, prosaïque et fantastique : les éléments du quotidien sont détournés puis réagencés dans une forme de surréalisme accessible et fragmentaire. Les personnages ressemblent à des spectres et les objets banals, minutieusement détaillés, finissent par s'animer,. Arbeitstag (Journée de travail), dernière nouvelle du recueil Niederungen, dépeint un univers familier où toutes les habitudes sont inversées : les individus se sèchent avec un peigne, se coiffent avec une brosse à dents, boivent le pain, mangent le thé, montent à l'étage pour accéder à la rue et disent « au revoir » une fois arrivés au bureau. L'auteur met ainsi en exergue un monde apparemment banal mais totalement détraqué et menaçant où seul l'absurde tient lieu d’explication.
Les nouvelles de Niederungen, rédigées à la première personne et dans un souci d'épure, mettent de côté toute forme de progression dramatique au profit d'impressions, de situations et de descriptions des mœurs rurales, liées par un temps cyclique, comme suspendu ou bloqué (évocation du réveil qui sonne ou non, des « samedi » ou « samedi matin », de l'heure répétée : « cinq » ou « huit heures »),,. L'autre fil directeur tourne autour des thèmes de l'humiliation ordinaire, la violence symbolique et physique et la désillusion d'une jeune fille face au monde des adultes, alcoolisé et brutal. L'auteur cherche par ailleurs à créer une tension constante et à soigner la picturalité de ses notations visuelles dans lesquelles la couleur joue un rôle central.
Müller procède par collages. Atemschaukel est cité comme représentatif de sa technique narrative qui morcelle l'intrigue et scinde la fiction en divers chapitres courts, entre souvenirs, méditations, observations, portraits et anecdotes. L'Homme est un gros faisan sur terre se compose, quant à lui, d'une série de textes très brefs. Par le biais d'une prose sèche et intense, le dialogue disparaît et le réalisme se confond avec la poésie. L'écriture de Müller réfute tout embellissement symbolique et onirique. Sa langue, comprimée et rugueuse, emprunte des formules aux poèmes, aux dialectes et au langage populaire afin de restituer des situations parfois difficilement lisibles ou supportables. Ses phrases révèlent souvent un sens caché qui rejette les mots et leur signification dévoyés ou souillés par le pouvoir central. Ainsi, Müller tente de retrouver une innocence, voire une certaine pureté d'expression.

### Influences

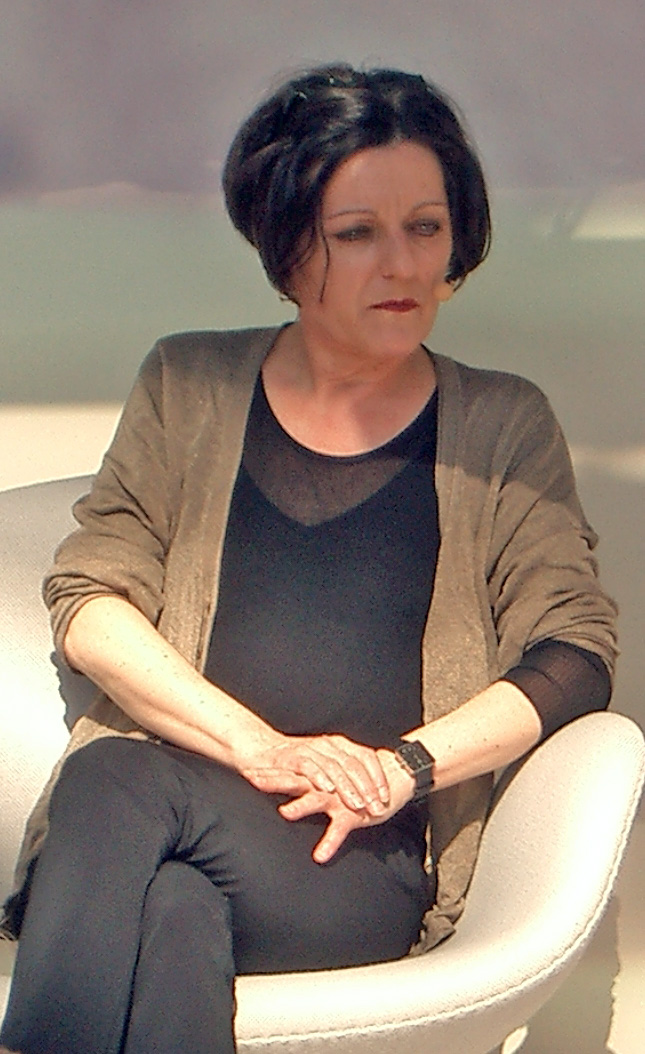
Herta Müller à la Foire du livre de Leipzig en 2007.

Müller n'a jamais évoqué publiquement les personnes et les ouvrages littéraires qui l'ont influencée, attribuant les racines qu'on lui prêtait communément à d'autres sources. La plus importante d'entre elles serait ses études universitaires en littératures allemande et roumaine. Bien qu'elle ne l'ait jamais précisé, l'empreinte globale de la littérature d'Europe centrale, de l'absurde et de Franz Kafka sur ses travaux est indéniable. La critique allemande rapproche notamment sa démarche littéraire de celle de Joseph Roth, Thomas Bernhard, Paul Celan et Franz Innerhofer,.
En comparant l'allemand et le roumain, la romancière relève qu'un concept simple, comme une étoile filante peut être interprétée de façon différente : « Nous ne parlons pas seulement de mots différents, mais aussi de différents mondes. [Par exemple] les Roumains voient une étoile filante et disent que quelqu'un est décédé, alors que les Allemands font un vœu lorsqu'ils voient une étoile filante. ». Müller poursuit en disant que la musique folklorique roumaine occupe une place particulière dans son cœur. « Quand j'ai entendu Maria Tănase, elle sonnait incroyablement pour moi, c'est alors la première fois que j'ai vraiment ressenti ce que signifie le folklore. La musique folklorique roumaine est liée à l'existence d'une façon très significative. ».
L'autre influence majeure exercée sur Müller viendrait de son époux, Richard Wagner. Leurs vies ont de nombreux points communs : tous deux ont grandi au sein de la minorité germanophone de Roumanie et ont entrepris des études littéraires bilingues (allemand et roumain) à l'université de Timișoara. Après leurs études, ils travaillent comme enseignants de langue allemande et deviennent membres de l'Aktionsgruppe Banat (ro), une société littéraire qui se bat pour la liberté d'expression et le cheminement du pays vers la démocratie. Comme son épouse, Wagner est un romancier et un essayiste publié et reconnu.
L'implication de Müller dans l'Aktionsgruppe Banat aurait également nourri la hardiesse et la fougue avec lesquelles elle écrit en dépit des menaces, des intimidations et des pressions de la police secrète roumaine. Si ses ouvrages sont avant tout des fictions, ils relatent une série d'événements réels ou des anecdotes de la vie quotidienne. Müller met assez souvent en scène des personnages existants. Ainsi, l'un des protagonistes de son roman de 1994, Herztier, s'inspire d'un ami proche de l'Aktionsgruppe Banat. Ce roman a été écrit après le décès de deux amis. L'auteur soupçonne d'ailleurs fortement la police secrète d'être impliquée dans cette double mort.

## Œuvres

### Romans et nouvelles
- 1982 : Niederungen (nouvelles ou roman sans intrigue), Bucarest Dépressions, traduit par Nicole Bary, Paris, Gallimard, coll. « Du monde entier », 2015, 184 p.  (ISBN 978-2-07-013602-5) ; réédition, Paris, Gallimard, coll. « Folio » no 6436, 2018, 236 p.  (ISBN 978-2-07-044550-9)
- 1984 : Drückender Tango (nouvelles), Bucarest
- 1986 : Der Mensch ist ein großer Fasan auf der Welt (roman), Berlin L'homme est un grand faisan sur terre, traduit par Nicole Bary, Paris, Maren Sell, coll. « Petite bibliothèque européenne du XXe siècle », 1988, 105 p.  (ISBN 2-87604-019-0) ; réédition, Paris, Gallimard, coll. « Folio » no 2173, 1990, 123 p.  (ISBN 2-07-038238-9)
- 1987 : Barfüßiger Februar (roman), Berlin
- 1989 : Reisende auf einem Bein (roman), Berlin
- 1992 : Der Fuchs war damals schon der Jäger (roman), Reinbek bei Hamburg Le renard était déjà le chasseur, traduit par Claire de Oliveira, Paris, Éditions du Seuil, 1997, 235 p.  (ISBN 2-02-019361-2) ; réédition, Paris, Points no P2486, 2010, 250 p.  (ISBN 978-2-7578-2002-5) ; réédition, Paris, Gallimard, coll. « Folio », 2019  (ISBN 978-2-07-283292-5)
- 1994 : Herztier (roman), Reinbek bei Hambourg Animal du cœur, traduit par Claire de Oliveira, Paris, Gallimard, coll. « Du monde entier », 2012, 231 p.  (ISBN 978-2-07-012970-6) ; réédition, Paris, Gallimard, coll. « Folio » no 5627, 2013, 275 p.  (ISBN 978-2-07-045323-8)
- 1997 : Heute wär ich mir lieber nicht begegnet (roman), Reinbek bei Hamburg La Convocation, traduit par Claire de Oliveira, Paris, Métailié, coll. « Bibliothèque allemande », 2001, 207 p.  (ISBN 2-86424-372-5) ; réédition, Paris, Points no P2478, 2010, 246 p.  (ISBN 978-2-7578-2014-8) ; réédition, Paris, Gallimard, coll. « Folio », 2020 (ISBN 978-2-07-288036-0)
- 2009 : Atemschaukel (roman), Munich La Bascule du souffle, traduit par Claire de Oliveira, Paris, Gallimard, coll. « Du monde entier », 2010, 308 p.  (ISBN 978-2-07-012883-9) ; réédition, Paris, Gallimard, coll. « Folio » no 5341, 2011, 354 p.  (ISBN 978-2-07-044533-2)

### Écrits divers
- 1991 : Der Teufel sitzt im Spiegel. Wie Wahrnehmung sich erfindet (collage), Berlin
- 1992 : Eine warme Kartoffel ist ein warmes Bett (chroniques), Hambourg
- 1993 : Der Wächter nimmt seinen Kamm (collage), Reinbek bei Hamburg
- 1994 : Angekommen wie nicht da (essais), Lichtenfels
- 1995 : Hunger und Seide (essais), Reinbek bei Hamburg
- 1996 : In der Falle (essais), Göttingen
- 1999 : Der fremde Blick oder Das Leben ist ein Furz in der Laterne (essais), Göttingen
- 2000 : Im Haarknoten wohnt eine Dame (collage), Reinbek bei Hamburg
- 2001 : Heimat ist das, was gesprochen wird (essai), Blieskastel
- 2003 : Der König verneigt sich und tötet (essai), Munich
- 2005 : Este sau nu este Ion (collage), IașiIon ou non, traduction du roumain par Nicolas Cavaillès, Paris, Hochroth, 2018, 18 p.
- 2005 : Die blassen Herren mit den Mokkatassen (collage), Munich
- 2009 : Cristina und ihre Attrappe oder Was (nicht) in den Akten der Securitate steht (essai), Göttingen
- 2012 : Vater telefoniert mit den Fliegen (collage), Munich
- 2014 : Mein Vaterland war ein Apfelkern (entretiens), München, Carl HanserTous les chats sautent à leur façon, traduit par Claire de Oliveira, Paris, Gallimard, 2018, 232 p.
- 2021 : Der Beamte sagte (collage), München, Carl Hanser, 160 p.
- 2023 : Eine Fliege kommt durch einen halben Wald (essai), München, Carl Hanser, 125 p.

## Adaptation cinématographique
Un seul roman de Herta Müller a été porté à l'écran :
- 1993 : Vulpe - vânător, film germano-roumain réalisé par Stere Gulea (ro), adaptation du roman Le renard était déjà le chasseur, avec Oana Pellea, Dorel Vișan (ro), George Alexandru (ro) etc.

## Récompenses
- 1981 : prix Adam Müller-Guttenbrunn (en) du Cercle littéraire de Timișoara
- 1984 : prix Aspects de la littérature (Aspekte-Literaturpreis (en))
- 1985 : prix Rauris de littérature
- 1985 : prix d'Encouragement littéraire de Brême
- 1987 : prix Ricarda-Huch Prize à Darmstadt
- 1989 : prix Marieluise-Fleißer à Ingolstadt
- 1989 : prix de langue allemande de la Fondation Henning-Kaufmann[34]
- 1990 : Roswitha Medal of Knowledge (en) of Bad Gandersheim
- 1991 : prix Kranichsteiner de littérature
- 1993 : prix de la critique littéraire
- 1994 : prix Kleist
- 1995 : prix Aristeion (en)
- 1995/96 : Écrivain de la ville de Francfort-sur-le-Main
- 1997 : prix de littérature de Graz
- 1998 : prix Ida-Dehmel de littérature et le International IMPAC Dublin Literary Award pour Herztier, Reinbek bei Hambourg
- 1999 : prix Franz-Kafka de la ville de Klosterneuburg et de la société de littérature autrichienne Franz Kafka.
- 2001 : CICERO Speaker Prize
- 2002 : Carl Zuckmayer Medaille (en) de la Rhénanie-Palatinat
- 2003 : prix Joseph-Breitbach (avec Christoph Meckel (en) et Harald Weinrich)
- 2004 : prix de littérature de la Fondation Konrad-Adenauer
- 2005 : prix de littérature de Berlin
- 2006 : prix Würth de la littérature européenne[35] et prix Walter-Hasenclever de littérature
- 2009 : prix Franz Werfel des Droits de L'homme
- 2009 : prix Nobel de littérature
- 2010 : prix littéraire Hoffmann von Fallersleben, Prix Hoffmann-von-Fallersleben (de)
- 2010 : Grand officier de l'ordre du Mérite de la République fédérale d'Allemagne[36]
- 2013 : Prix de la meilleure traduction littéraire en anglais (en)
- 2013 : Prix mondial de l'humanisme[37].
- 2018 : Prix Mondello